# 保安警察
安全警察（英語：Security police）或稱保安警察，是指為特定區域或特定財產提供安全的執法機構，可能受僱於政府部門或私人機構。安全警察和保全最大的不同是擁有一定程度的執法權。在某些國家，安全警察是負責國家安全和情報的機構名稱，包括保護國家元首的人身安全、反間諜和反恐等任務。

## 種類
- 校園警察
- 公園警察
- 機場警察
- 醫院警察
- 議會警察
- 公司警察

## 世界各地的安全警察
- 中華人民共和國：中國人民經濟警察
- 印度：中央工業安全部隊
- 日本：保安警察（英语：セキュリティポリス）
- 中華民國：保安警察
- 美國：國防部警察、美國空軍保安部隊、聯邦調查局警察